# Vernon Adams
(en) Statistiques sur statscrew
Vernon Anthony Adams Jr. (né le 3 janvier 1993 à Pasadena, en Californie) est un joueur américain de football américain et de football canadien, évoluant à la position de quart-arrière. Il est actuellement membre des Lions de la Colombie-Britannique de la Ligue canadienne de football (LCF). Il a joué au football universitaire pour les Eagles d'Eastern Washington et les Ducks de l'Oregon. Il a également été membre des Alouettes de Montréal et des Roughriders de la Saskatchewan.

## Football au secondaire
Adams est diplômé de l'école secondaire Bishop Alemany, du quartier Mission Hills à Los Angeles. Lors de ses deux dernières saisons avec l'équipe de l'école, en 2010 et 2011, il amasse 5234 verges (yards en Europe) par la passe et lance 49 passes de touché, en plus de courir pour 1263 verges et marquer 19 touchés par la course, permettant à Alemany de compiler une fiche de 22-5.
En 2010, il est choisi comme joueur le plus utile de la ligue (Serra League), après avoir mené son équipe, les Warriors, au titre de championnat.
Alors qu'il termine son secondaire, Adams ne reçoit aucune offre de bourse de la part des collèges et des universités de la NCAA, en raison notamment des inquiétudes liées à sa petite taille. Portland State et Eastern Washington lui font une offre plus tard. Adams s'engage finalement avec Eastern Washington.

## Carrière universitaire

### Les Eagles d'Eastern Washington

#### 2012
À sa première saison universitaire, Adams dispute douze matchs et mène les Eagles jusqu'aux demi-finales des séries éliminatoires de la NCAA Division I-AA.
Il est nommé recrue de l'année par le College Sporting News et se retrouve sur l'équipe étoile des recrues du College Sport Journal. Il fait également partie des 20 candidats en lice pour le prix Jerry Rice, décerné à la meilleure recrue, et termine en sixième place.

#### 2013
Adams se propulse sur la scène nationale lors de cette saison, notamment en orchestrant une victoire de 49 à 46 contre Oregon State. Lors de ce match, il passe pour 411 verges, lance quatre passes de touché, en plus de courir pour 107 verges et marquer deux touchés au sol.
Avec une fiche de 12-3, Adams mène les Eagles au championnat de la Conférence Big Sky et à la demi-finale de la Division I de la NCAA. Il reçoit le titre de joueur offensif de l'année de la Conférence Big Sky.

#### 2014
Contre l'Université de Washington, le 5 septembre, dans une défaite de 59-52, Adams complète 31 de ses 46 passes pour un total de 475 verges et lance sept passes de touchés.
Le 4 octobre, dans une victoire contre Idaho State, Adams se casse deux os du pied. Sa blessure lui fait rater quatre matchs. Il revient au jeu en novembre et aide son équipe à remporter un autre championnat de la Conférence Big Sky.
En janvier 2015, Adams demande et obtient, auprès de l'université Eastern Washington, une permission pour discuter avec d'autres universités. Adams contacte ensuite Oregon, UCLA et Boise State. Texas et Maryland font également partie des discussions.

### Les Ducks de l'Oregon
Le 9 février 2015, Adams annonce son intention de s'aligner avec le club de l'université de l'Oregon. Cependant, plus tard au cours de l'été, il est obligé de suivre un cours de mathématiques afin d'obtenir son diplôme de l'Université Eastern Washington. Le 13 août 2015, il réussit son cours, reçoit son diplôme et rejoint officiellement les Ducks de l'Oregon. Seulement deux semaines après son arrivée, Adams est désigné quart-arrière numéro un. Son premier départ s'effectue contre son ancienne équipe, Eastern Washington. Finalement, il joue dans 10 matchs et amasse 2643 verges et effectue 26 passes de touché.
Le 23 janvier 2016, Adams participe au East-West Shrine Game, un match d'étoile des joueurs collégiaux américains disputé au profit des hôpitaux pour enfants Shriners. Dans une victoire de 29-9 de l'Ouest contre l'Est, il lance trois passes de touché, dont l'une de 93 verges, un record pour cette rencontre annuelle qui existe depuis 1925. Il reçoit également le titre d'étoile offensive du match.

### Statistiques universitaires
|          |                    |      | Par la passe | Par la passe | Par la passe | Par la passe | Par la passe | Par la passe | Par la passe | Par la passe | Au sol | Au sol | Au sol  | Au sol |
| Saison   | Équipe             | V-D  | COMP         | ATT          | PCT          | YDS          | YDS / C      | TD           | INT          | RAT          | ATT    | YDS    | YDS / A | TD     |
| 2012     | Eastern Washington | 8-1  | 131          | 215          | 60,9         | 1 961        | 15.0         | 20           | 8            | 160,8        | 65     | 342    | 5.3     | 1      |
| 2013     | Eastern Washington | 12–3 | 319          | 486          | 65,6         | 4 994        | 15.7         | 55           | 15           | 183,1        | 132    | 605    | 4.6     | 4      |
| 2014     | Eastern Washington | 8-2  | 251          | 380          | 66,1         | 3 483        | 13.9         | 35           | 8            | 169,2        | 100    | 258    | 2.6     | 6      |
| Carrière | Eastern Washington | 28–6 | 701          | 1 081        | 64,8         | 10 438       | 14.9         | 110          | 31           | 173.8        | 297    | 1 205  | 4.1     | 11     |

|          |        |      | Par la passe | Par la passe | Par la passe | Par la passe | Par la passe | Par la passe | Par la passe | Par la passe | Au sol | Au sol | Au sol  | Au sol |
| Saison   | Équipe | V-D  | COMP         | ATT          | PCT          | YDS          | YDS / C      | TD           | INT          | RAT          | ATT    | YDS    | YDS / A | TD     |
| 2015     | Oregon | 7–3  | 168          | 259          | 64,9         | 2 643        | 10.2         | 26           | 6            | 179,1        | 83     | 147    | 1.8     | 2      |
| Carrière | NCAA   | 35–9 | 869          | 1 340        | 64,9         | 13 081       | 13.7         | 136          | 37           | 174.8        | 380    | 1 352  | 3.6     | 13     |

## Carrière professionnelle

### NFL
Adams n'est pas sélectionné lors du repêchage 2016 de la NFL. Après la séance, il accepte une invitation pour participer au mini-camp des recrue des Seahawks de Seattle. Après le camp, les Seahawks ne lui font pas d'offre. Adams participe ensuite au mini-camp des recrues des Redskins de Washington mais n'obtient pas de contrat non plus.

### LCF

#### Alouettes de Montréal
Le 18 mai 2016, les Lions de la Colombie-Britannique de la Ligue canadienne de football révèlent qu'ils négocient avec Adams. Deux jours plus tard, ses droits sont échangés aux Alouettes de Montréal contre un choix de première ronde pour le repêchage de 2017 de la LCF. Le 22 mai, Adams s'entend avec les Alouettes sur un contrat de trois ans. Cinq mois plus tard, le 22 octobre, il amorce son premier match avec les Alouettes. Finalement, Adams obtient le départ lors des trois derniers matchs de la saison régulière et lance quatre passes de touché. Il remporte la victoire lors de ces trois matchs. Les Alouettes terminent la saison 2016 à l'avant-dernière place de la division Est avec une fiche de 7-11, ratant les séries éliminatoires.
En 2017, Adams dispute 7 matchs avec les Alouettes, agissant surtout à titre de remplaçant. Il marque néanmoins un touché par la course. 

#### Roughriders de la Saskatchewan
Le 15 août, Adams est échangé aux Roughriders de la Saskatchewan. Avec sa nouvelle équipe, il joue encore un rôle de quart-arrière substitut. Les Roughriders participent aux séries éliminatoires, remportant la première ronde contre le Rouge et Noir d'Ottawa, mais subissant la défaite contre les Argonauts de Toronto au second tour.

#### Alouettes de Montréal (2)
Le 2 février 2018, Adams est échangé aux Tiger-Cats de Hamilton. Il ne dispute aucun match avec les Ti-Cats car il est libéré le 21 juin. Cinq jours plus tard, il signe un nouveau contrat avec les Alouettes de Montréal. Il entame son premier match comme partant lors de la semaine numéro 7, dans une défaite de 44 à 23 contre les Eskimos d'Edmonton. Il lance pour 217 verges et marque un touché au sol. La semaine suivante, il remplace Johnny Manziel, qui effectuait son premier départ dans la LCF, et marque un touché au sol dans une défaite de 50 à 11 contre les Stampeders de Calgary.
Adams est ensuite inscrit sur la liste des blessés. Il rate le reste de la saison mais signe une prolongation de contrat de deux ans avec les Alouettes le 28 octobre 2018.
En 2019, Adams vient en relève à Antonio Pipkin, blessé, lors du premier match de la saison contre les Eskimos d'Edmonton. Malgré une remontée au quatrième quart, les Alouettes s'inclinent 32 à 25. Deux semaines plus tard, Montréal perd 41 à 10 à Hamilton et Adams est le quart-arrière partant. Le 4 juillet, Adams aide les Alouettes à remporter leur première victoire de la campagne dans un gain de 36 à 29 contre les Tiger-Cats de Hamilton au Stade Percival-Molson. Il lance pour 202 verges et marque un touché par la course. Ce match est le dernier de la carrière de son coéquipier, le joueur de centre, Luc Brodeur-Jourdain, qui prend officiellement sa retraite après la rencontre.
À la suite d'une victoire de 36-19 sur le Rouge et Noir d'Ottawa, le 13 juillet, Adams reçoit le titre de joueur offensif de la semaine dans la LCF. Lors de cette rencontre, le quart-arrière complète 23 de ses 30 passes, accumule 327 verges aériennes, lance 2 passes de touchés en plus d'en marquer 2 autres par la course.
Le 21 septembre, dans une victoire de 38 à 37 contre les Blue Bombers de Winnipeg, Adams lance 4 passes de touché et cumule 488 verges par la voie des airs. Au début du quatrième quart, les Alouettes tiraient de l'arrière 37 à 17. Adams a orchestré la remontée des siens, lançant alors trois passes de touché, dont la dernière qui égalisait la marque avec seulement six secondes à faire au match. Après la rencontre, Adams s'est adressé à la foule montréalaise en déclarant, en français : "Notre équipe a bien joué".
Après la saison annulée de 2020, Adams est de retour comme quart-arrière titulaire en 2021, mais il rate la dernière partie de la saison sur blessure. La saison suivante, il joue principalement en support à Trevor Harris, le nouveau quart titulaire des Alouettes. 

#### Lions de la Colombie-Britannique
Voulant jouer plus régulièrement, Adams demande aux Alouettes de l'échanger. En septembre 2022, il passe aux Lions de la Colombie-Britannique en échange d'un choix de première ronde au repêchage. En 2023 il est le quart-arrière titulaire des Lions et connaît sa meilleure saison en carrière. Il est de nouveau titulaire en 2024 et domine la ligue au premier tiers de la saison dans plusieurs catégories, mais il est blessé au début d'août et surtout, est désormais en compétition avec Nathan Rourke, de retour chez les Lions après un essai dans la NFL.

### Statistiques dans la LCF
| Année | Équipe | Pj | Départ | Cmp | Ten   | %     | Vgs    | Tou | INT | Rtg   |
| ----- | ------ | -- | ------ | --- | ----- | ----- | ------ | --- | --- | ----- |
| 2016  | MTL    | 15 | 3      | 42  | 75    | 56%   | 575    | 4   | 1   | 92,9  |
| 2017  | MTL    | 7  | 0      | 0   | 0     | 0%    | 0      | 0   | 0   | 0.0   |
| 2017  | SSK    | 11 | 0      | 1   | 3     | 33%   | 8      | 0   | 0   | 42,4  |
| 2018  | MTL    | 5  | 1      | 16  | 33    | 48%   | 220    | 0   | 1   | 57,6  |
| 2019  | MTL    | 16 | 15     | 283 | 431   | 65,7% | 3942   | 24  | 13  | 100,9 |
| 2021  | MTL    | 8  | 8      | 142 | 239   | 59,4% | 1949   | 14  | 9   | 89,4  |
| 2022  | MTL    | 5  | 2      | 21  | 39    | 53,8% | 294    | 1   | 2   | 65,5  |
| 2022  | CB     | 8  | 6      | 118 | 180   | 65.6% | 1504   | 6   | 1   | 100,3 |
| 2023  | CB     | 18 | 16     | 333 | 488   | 68.2% | 4769   | 31  | 18  | 105,5 |
| TOTAL |        | 93 | 51     | 956 | 1 488 | 64 %  | 13 261 | 80  | 45  |       |

## Vie privée
Adams Jr. est le fils de Vernon Adams et de Desirae McWorther. En 2014, il a eu un fils, Vernon Kash Adams III.